# Митроки
Митроки — деревня в Богородском районе Кировской области

## География
Находится на расстоянии примерно 29 километров по прямой на северо-восток от районного центра поселка Богородское.

## История
Деревня известна с 1764 года, когда в ней учли 31 жителя. В 1873 году отмечено дворов 18 и жителей 199, в 1905 30 и 226, в 1926 40 и 195, в 1950 40 и 140 соответственно. В 1989 году учтено 86 жителей.

## Население
Постоянное население составляло 41 человек (русские 98 %) в 2002 году, 7 в 2010.

## Известные жители, уроженцы
Тарасов, Иван Михайлович — участник Великой Отечественной войны, лётчик гражданской авиации, один из первых заслуженных пилотов СССР.